# Віллоу Сміт
Віллоу Каміль Рейн Сміт (англ. Willow Camille Reign Smith; нар. 31 жовтня 2000 року, Лос-Анджелес, Каліфорнія, США) — американська співачка, авторка пісень, продюсерка звукозапису та актриса. Записала свій сингл як Willoy. Дочка Вілла Сміта та Джади Пінкетт-Сміт, а також молодша сестра Джейдена Сміта.

## Життєпис
Віллоу розпочала свою музичну кар'єру восени 2010 року випуском синглів «Whip My Hair» у 2010 році та «Girl 21st Century» у 2011 році, і підписався до свого нинішнього наставника Jay-Z зі звукозаписної книги Roc Nation у 2010 році, ставши як наймолодший художник підписався на лейблі. «Whip My Hair» досяг свого піку під номером 11 на Billboard Hot 100. Відео було номіновано на «Відео року» на BET Awards 2011 року. Вона випустила свій дебютний альбом Ardipithecus 11 грудня 2015 року.

## Особисте життя
Віллоу Сміт є відкритою бісексуалкою.

## Фільмографія
| Рік       |    | Українська назва                    | Оригінальна назва               | Роль                                |
| --------- | -- | ----------------------------------- | ------------------------------- | ----------------------------------- |
| 2007      | ф  | Я — легенда                         | I Am Legend                     | Марлі Невілл, дочка головного героя |
| 2008      | ф  | Кіт Кіттрідж: Американська дівчинка | Kit Kittredge: An American Girl | Кунті                               |
| 2008      | мф | Мадагаскар 2: Втеча до Африки       | Madagascar: Escape 2 Africa     | бегемот Глорія в дитинстві          |
| 2009      | мф | Веселого Мадагаскару                | Merry Madagascar                | Еббі                                |
| 2009—2010 | с  | Тру Джексон                         | True Jackson, VP                | Молода Тру                          |
| 2017      | мс | Нео Йокіо                           | Neo Yokio                       | Геленістка                          |
| 2018      | мс | Час пригод з Фінном і Джейком       | Adventure Time with Finn & Jake | Бет                                 |